# Калу-Айры
Калу-Айры (баш. Ҡалыуайыры, Калу-Керы) — деревня в Ишимбайском районе Республики Башкортостан Российской Федерации. Входит в состав Кулгунинского сельсовета.

## География

### Географическое положение
В двух верстах от Калу-Айры находился выселенный хутор Урта-Айры.
Расположена на р. Калуайры (бассейн р. Зилим).
Расстояние до:
- районного центра (Ишимбай): 93 км,
- центра сельсовета (Кулгунино): 6 км,
- ближайшей ж/д станции (Стерлитамак): 93 км.

## История
Основана на рубеже XIX—XX вв. в Стерлитамакском уезде жителями д.Верхний Ташбукан того же уезда (ныне Гафурийский район) как хутор. С начала 1950-х гг. имеет современный статус.

## Население
| 1906 | 1920 | 1939 | 1959 | 1989 | 2002 |
| ---- | ---- | ---- | ---- | ---- | ---- |
| 69   | ↗131 | ↘82  | ↗317 | ↘132 | ↗151 |
| 2009 | 2010 |      |      |      |      |
| ↗170 | ↘149 |      |      |      |      |

Национальный состав
Согласно переписи 2002 года, преобладающая национальность — башкиры (100 %).

## Известные жители
- Набиуллин, Ражап Байгундович (род. 3 марта 1958 года, д. Калу-Айры Ишимбайского района БАССР, БАССР) — министр лесного хозяйства Республики Башкортостан (2008—2014)

## Инфраструктура
Население занято на участке Ишимбайского леспромхоза.
Начальная школа, фельдшерско-акушерский пункт, клуб.